# Вістова
Вістова́ — село Калуського району Івано-Франківської області на правому березі річки Лімниця. Входить до складу Калуської міської громади.

## Історія
Галичина здавна є зоною осілого землеробства, тому безперервність поселень у зручних для рільництва місцях сягає понад тисячоліття. Але масив уцілілих писемних пам'яток починається з XV сторіччя, коли зустрічаємо згадку про Вістову. Згадується село 1460 року в книгах галицького суду.
За народними переказами, на території сучасного села стояла колись вежа, звідки вартові подавали вісті (сигнали) про наближення ворога. Звідси й назва села — Вістова.
Детальні ж описи села містяться в люстраціях королівських маєтностей. Так 1565 року наводиться інформація про 20 селянських господарств, імена і прізвища усіх господарів та двох підсадків (родин без господарств), сільського ватамана, корчмаря, попа (отже, вже була церква), а також детально описуються грошові, натуральні та трудові повинності. Саме їх непосильність зумовили участь жителів Вістови у народному повстанні 1648 року.
1 січня 1875 року введена в дію Залізниця Ерцгерцога Альбрехта і відкритий у селі пристанок.
У 1880 році налічувалося 140 будинків з 766 мешканцями в селі та 1 будинок з 7 мешканцями на території фільварку (702 греко-католики, 15 римо-католиків, 56 юдеїв; 717 українців, 17 поляків, 39 німців).
У 1939 році в селі проживало 1200 мешканців (1155 українців-грекокатоликів, 10 українців-римокатоликів, 30 поляків і 5 євреїв).

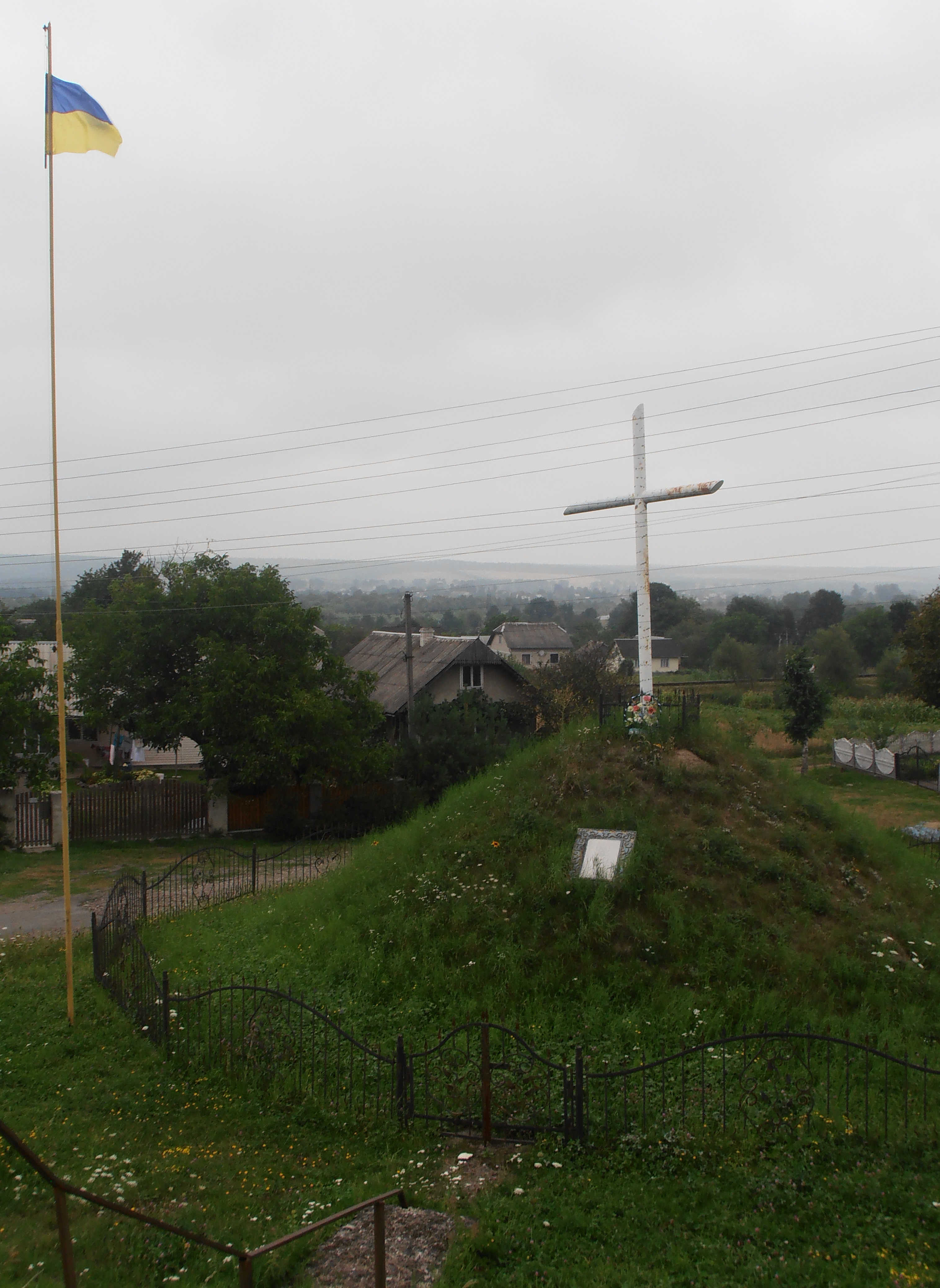
Могила борцям за Україну

5 квітня 1944 р. в лісі між Боднаровом і Вістовою повстанці роззброїли мадярів, що їхали на 4-х автомобілях. За це мадяри арештували 8 українців із сіл Вістова і Мислів.
В січні 1946 р. для боротьби з УПА в кожному селі був розміщений гарнізон НКВД, у Вістові — з 50 осіб (на допомогу готові були 1300 в Калуші, 300 — в Ріп'янці, 300 — в Яворівці і т. д.).
14 жовтня 1949 року рішенням Калуського райвиконкому № 294 в селі утворено колгосп, куди закріпачили 86 селянських господарств, і колгосп по-садистськи назвали «імені Шевченка».

## Населення

### Мова
Розподіл населення за рідною мовою за даними перепису 2001 року:
| Мова       | Кількість | Відсоток |
| ---------- | --------- | -------- |
| українська | 1214      | 99.51%   |
| російська  | 6         | 0.49%    |
| Усього     | 1220      | 100%     |

## Церква

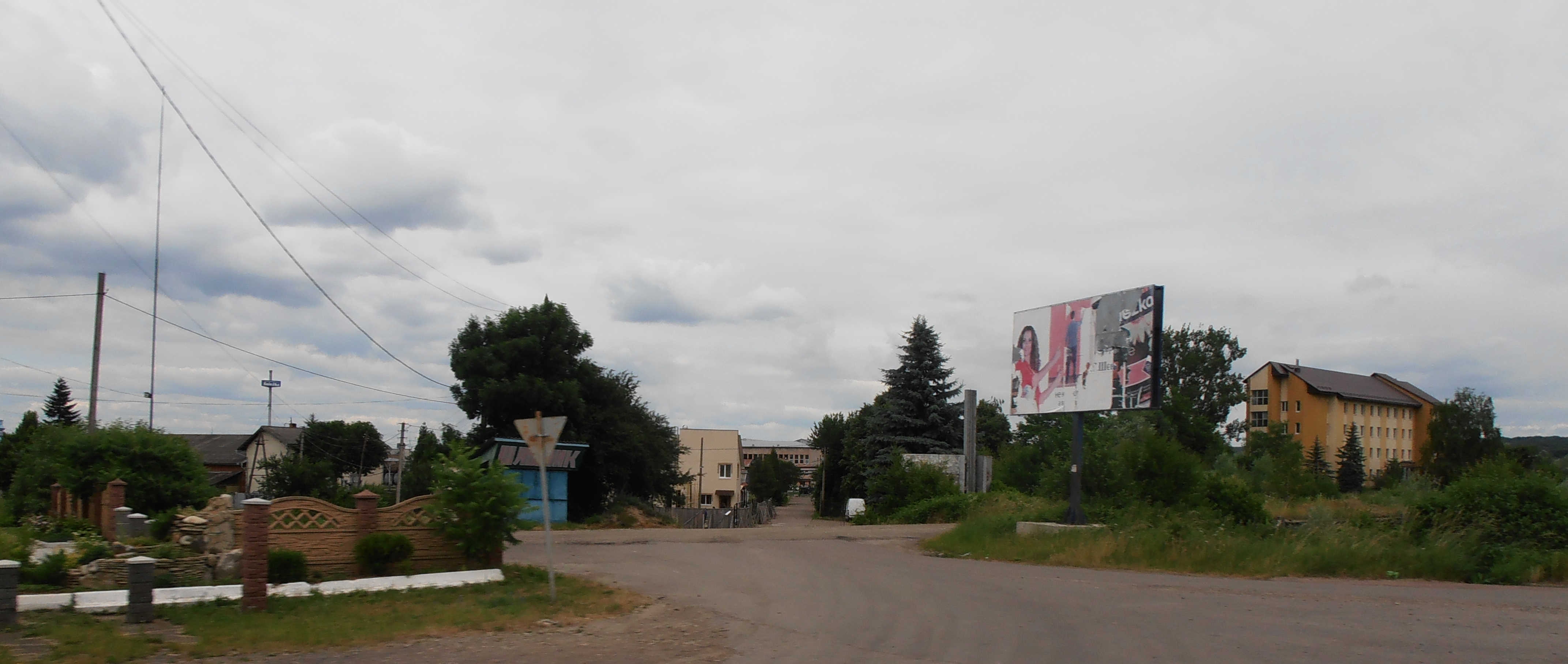
Промзона на лівому березі Лімниці

Вперше церква Різдва Христового згадується 1684 року без дати побудови. У протоколах генеральних візитацій Львівсько-Галицько-Кам'янецької єпархії 1740—1755 рр. сільська церква описується як дерев'яна, збудована 1720 року коштом парохіян. Парохія налічувала 40 парохіян-господарів.
Нинішня церква Різдва Христового (храмове свято 7 січня) збудована 1886 року Іваном Данилківом, тут іконостас та образи, які виконав відомий художник Корнило Устиянович, пам'ятка архітектури місцевого значення № 756. Австрійська армія конфіскувала в серпні 1916 р. у вістівській церкві 5 дзвонів діаметром 69, 50, 48, 40, 39, вагою 169, 52, 43, 27, 24 кг, виготовлених у 1906 р. Після війни польська влада отримала від Австрії компенсацію за дзвони, але громаді села грошей не перерахувала. Церковна громада належить до Калуського благочиння Івано-Франківської єпархії ПЦУ.

## Соціальна сфера
- Через село проходить залізниця, є пристанок.
- Школа І-ІІ ст.[15] на 200 учнівських місць стала до ладу в 1986 році.
- ФАП.
- Народний дім.
- 308 дворів, 1264 мешканці.
- Правління Калуського держлісгоспу, тартак, ряд інших виробництв.

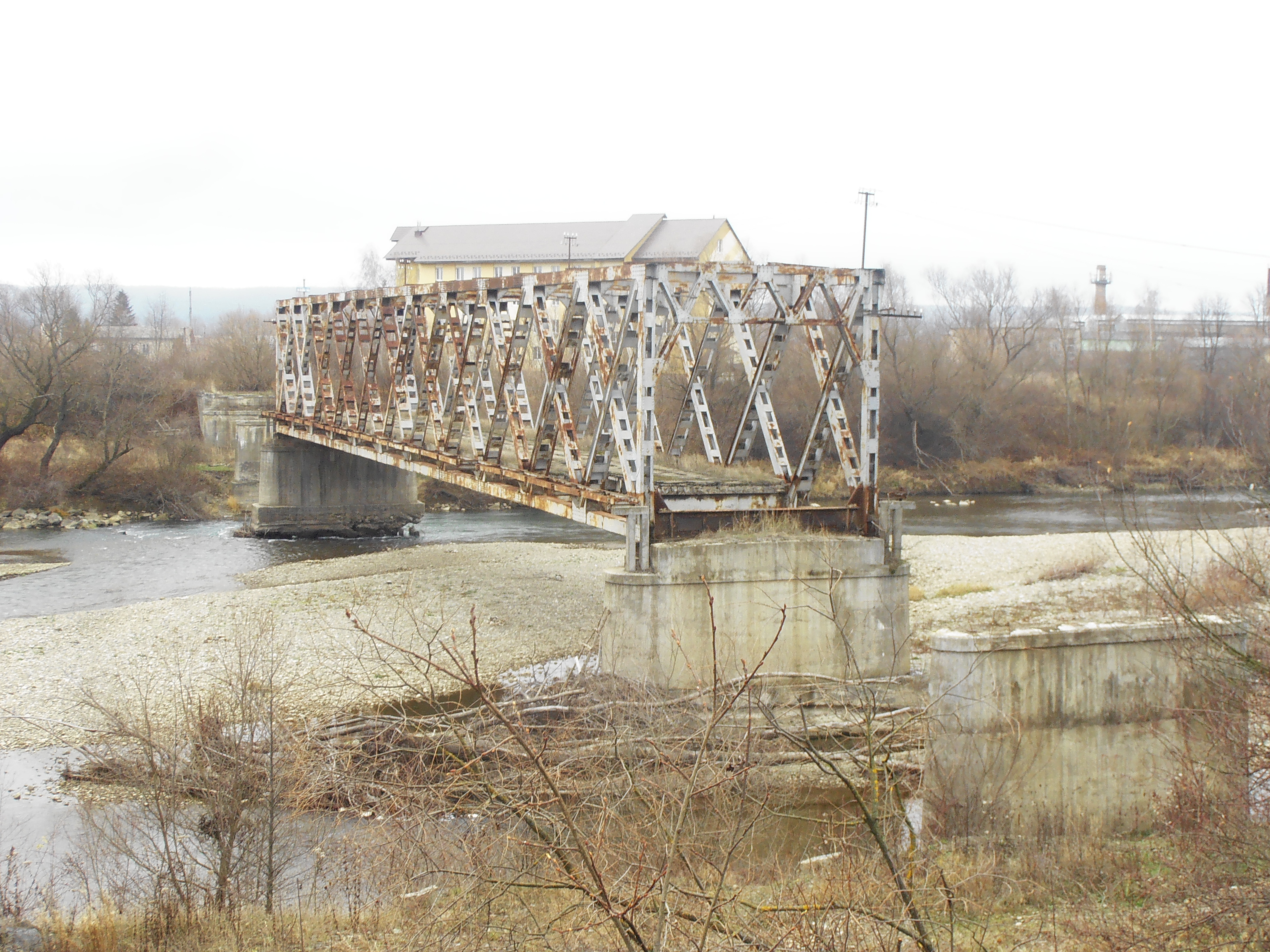
Руїни мосту
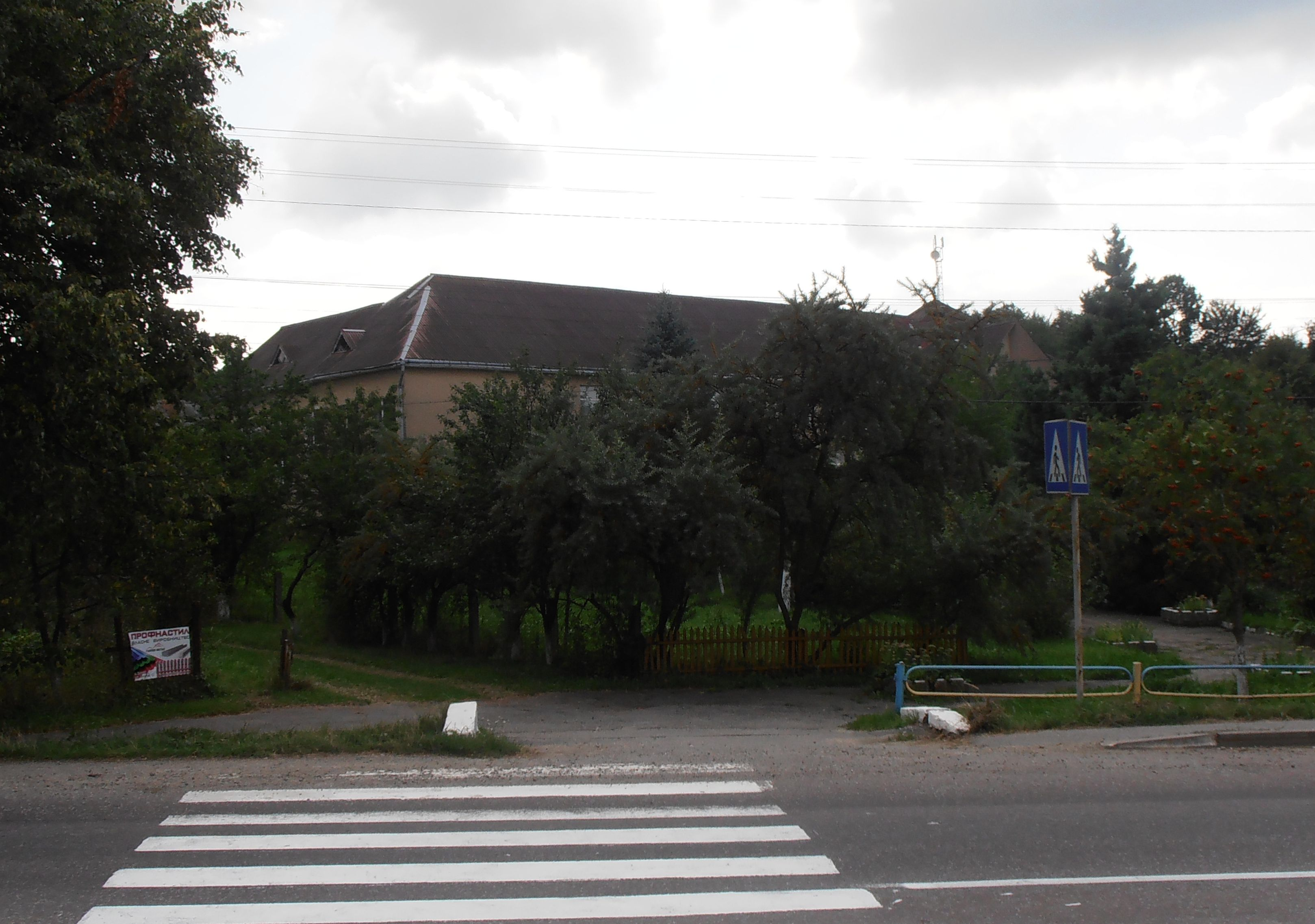
Школа
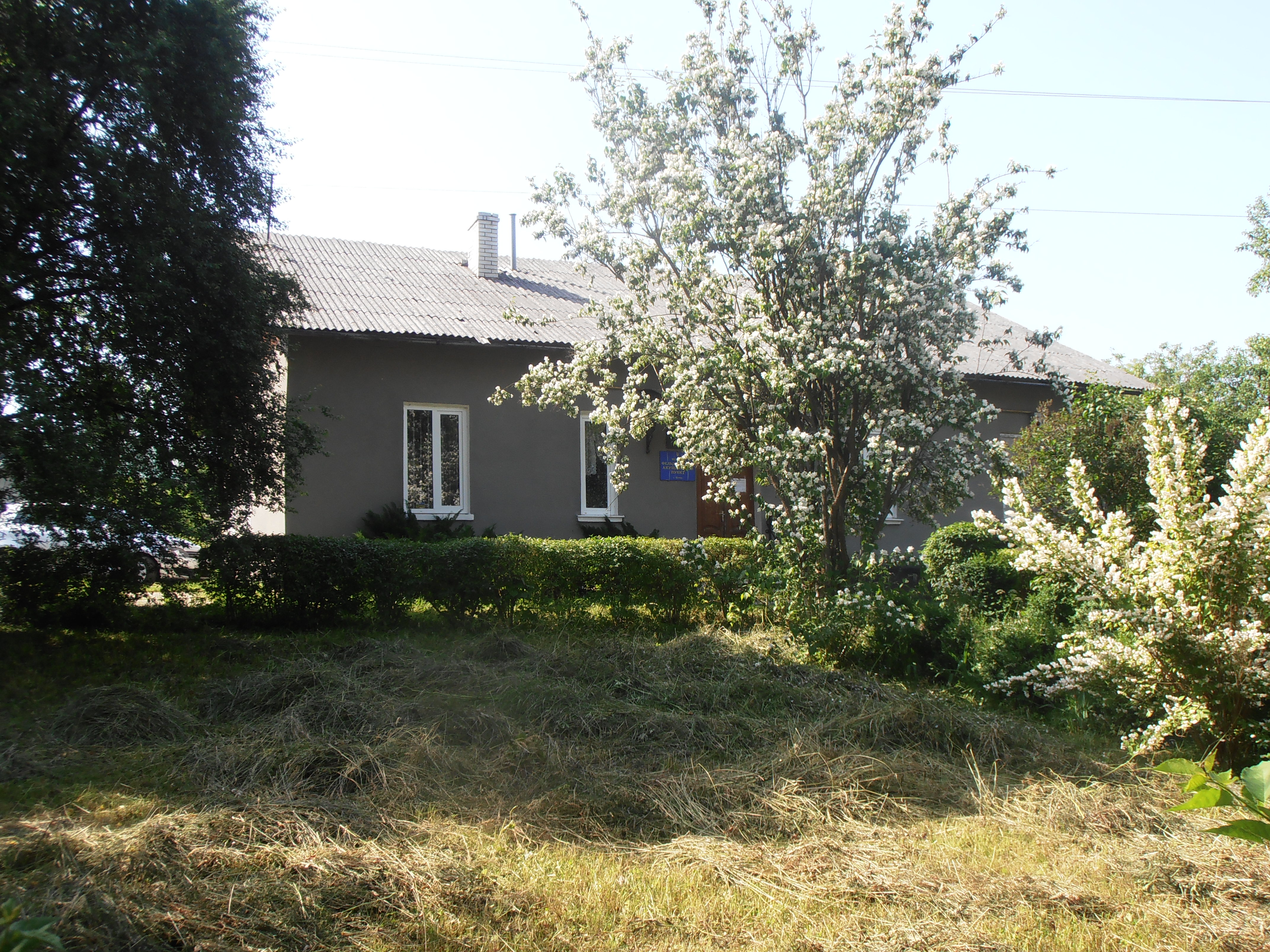
Фельшерсько-акушерський пункт
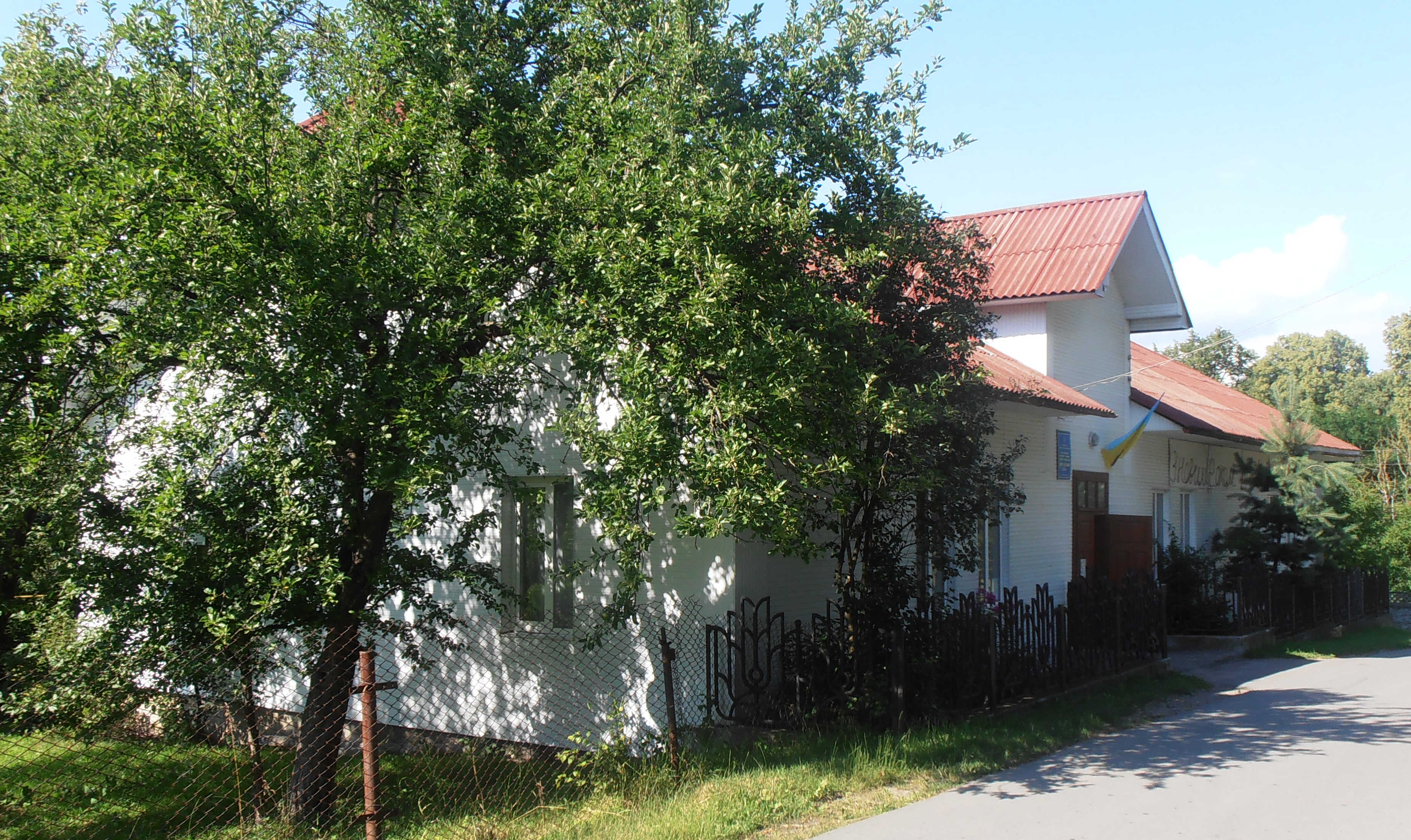
Народний дім
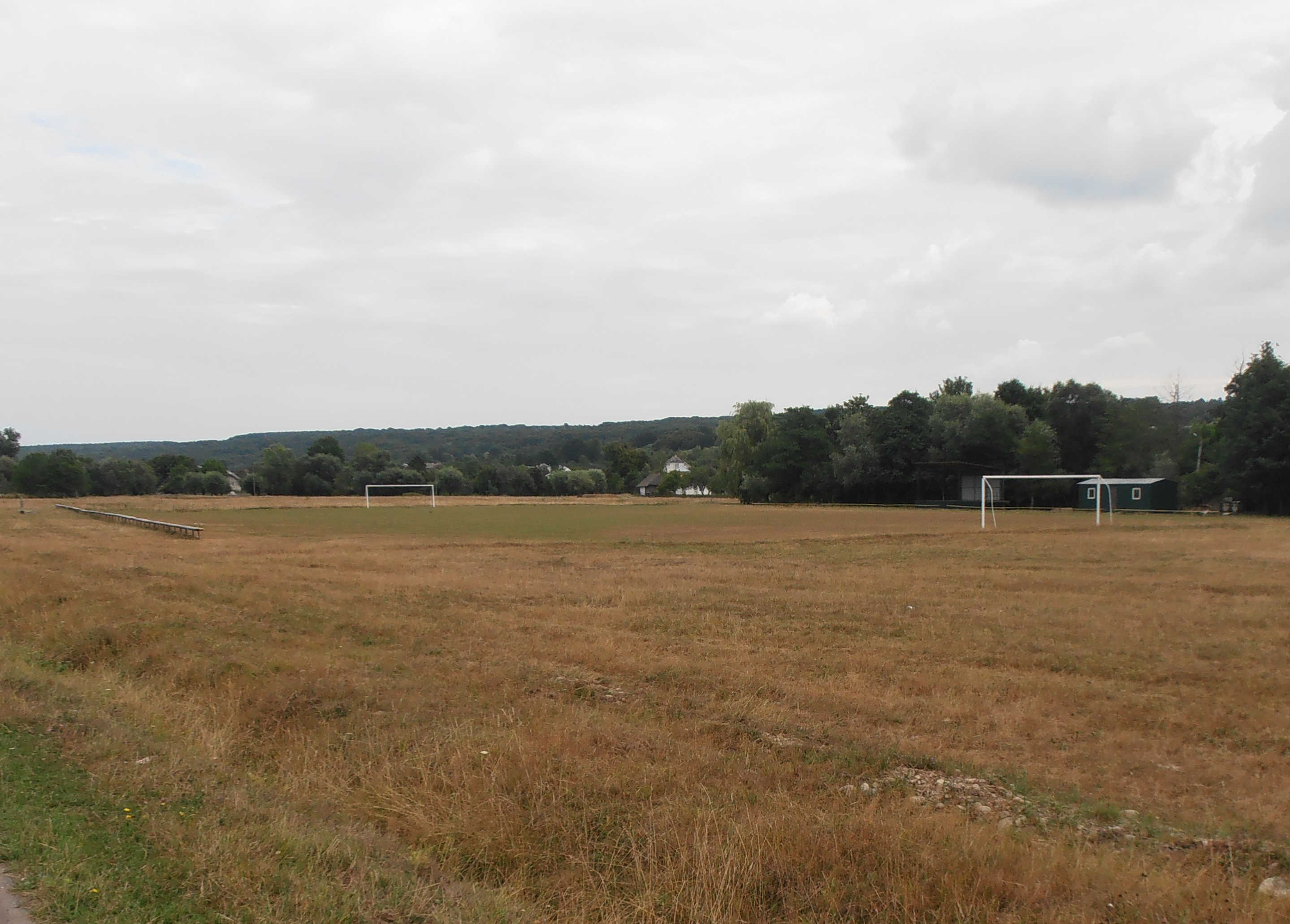
Стадіон
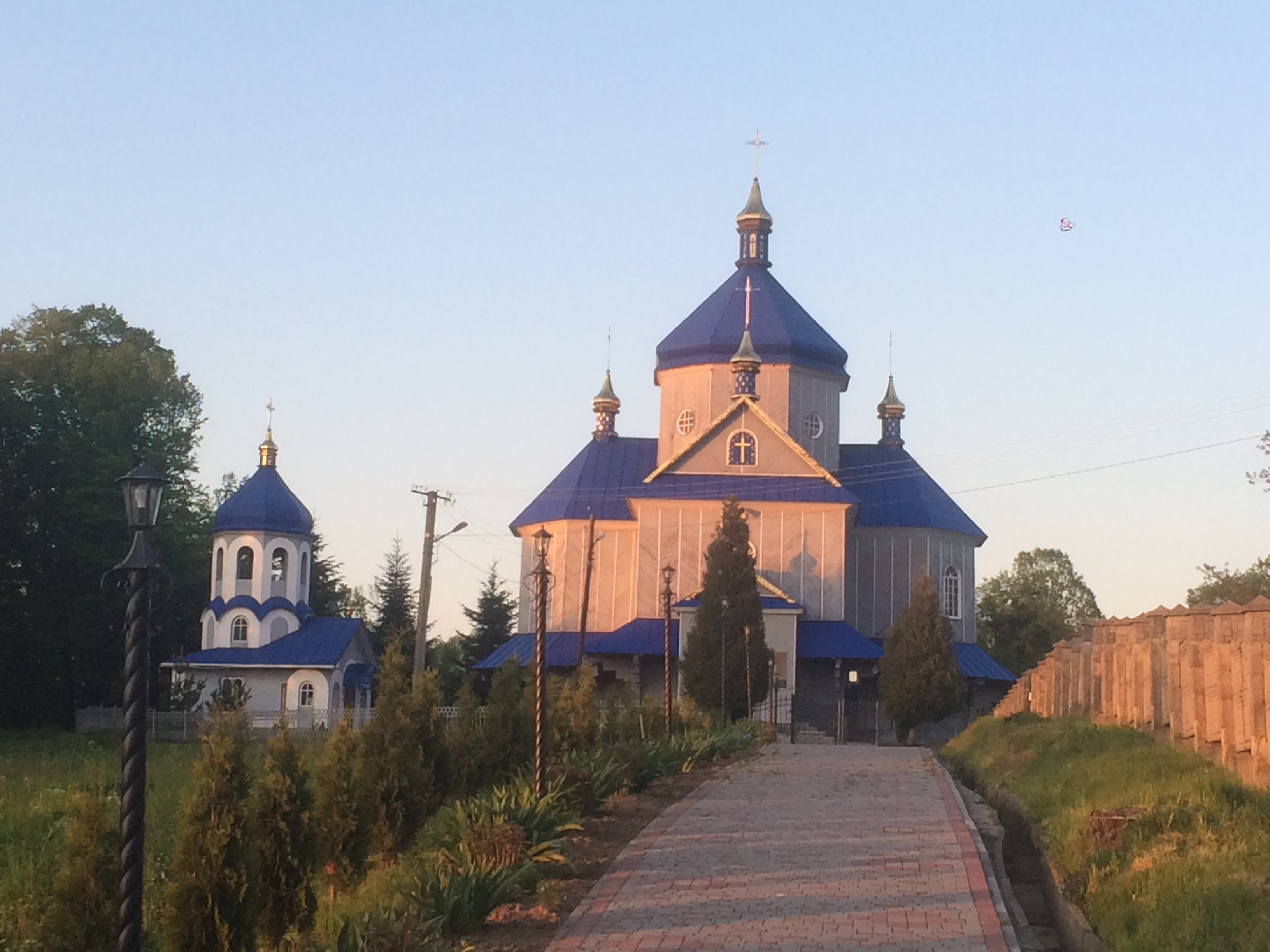
Церква Різдва Христового
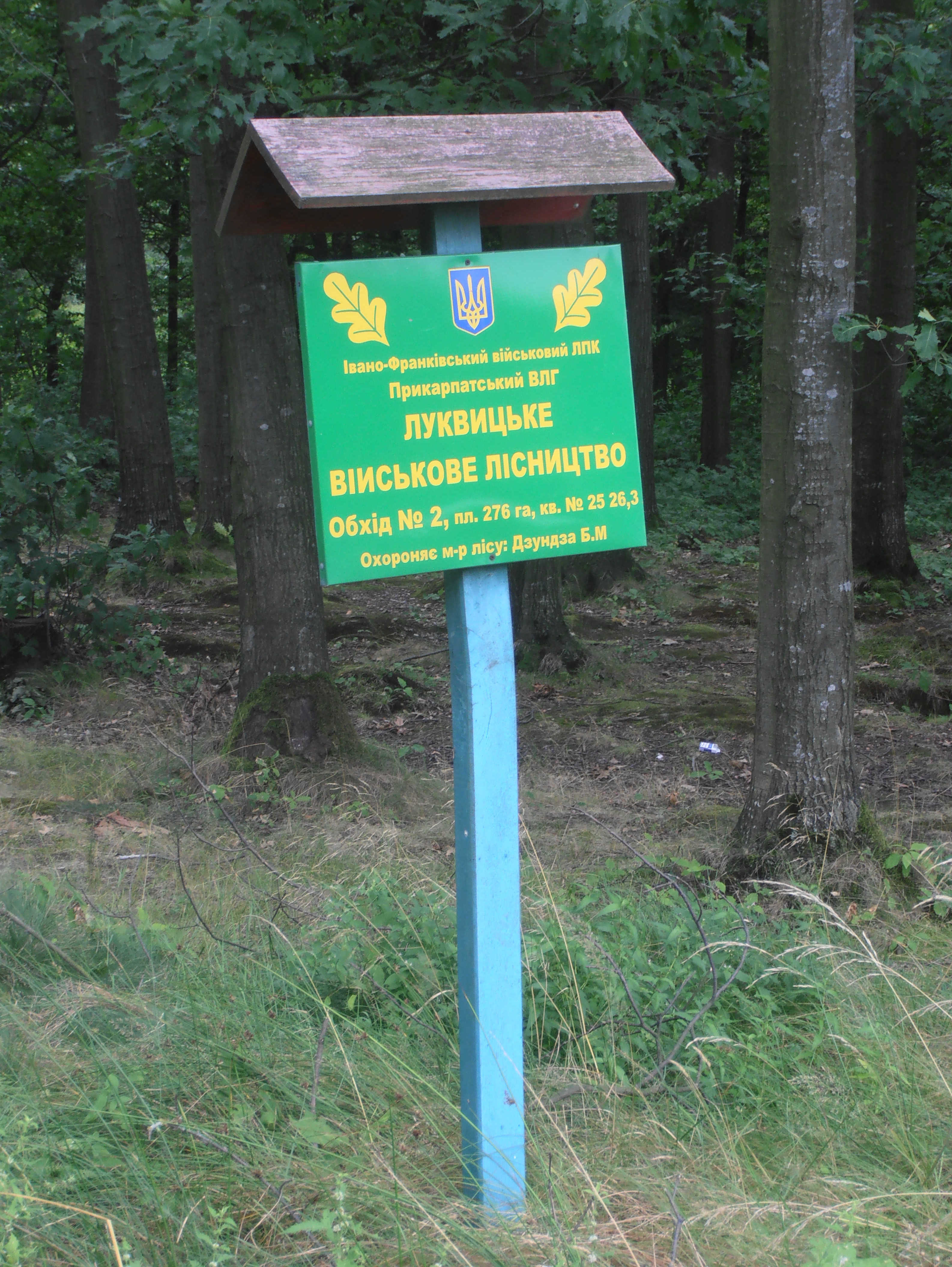
Табличка
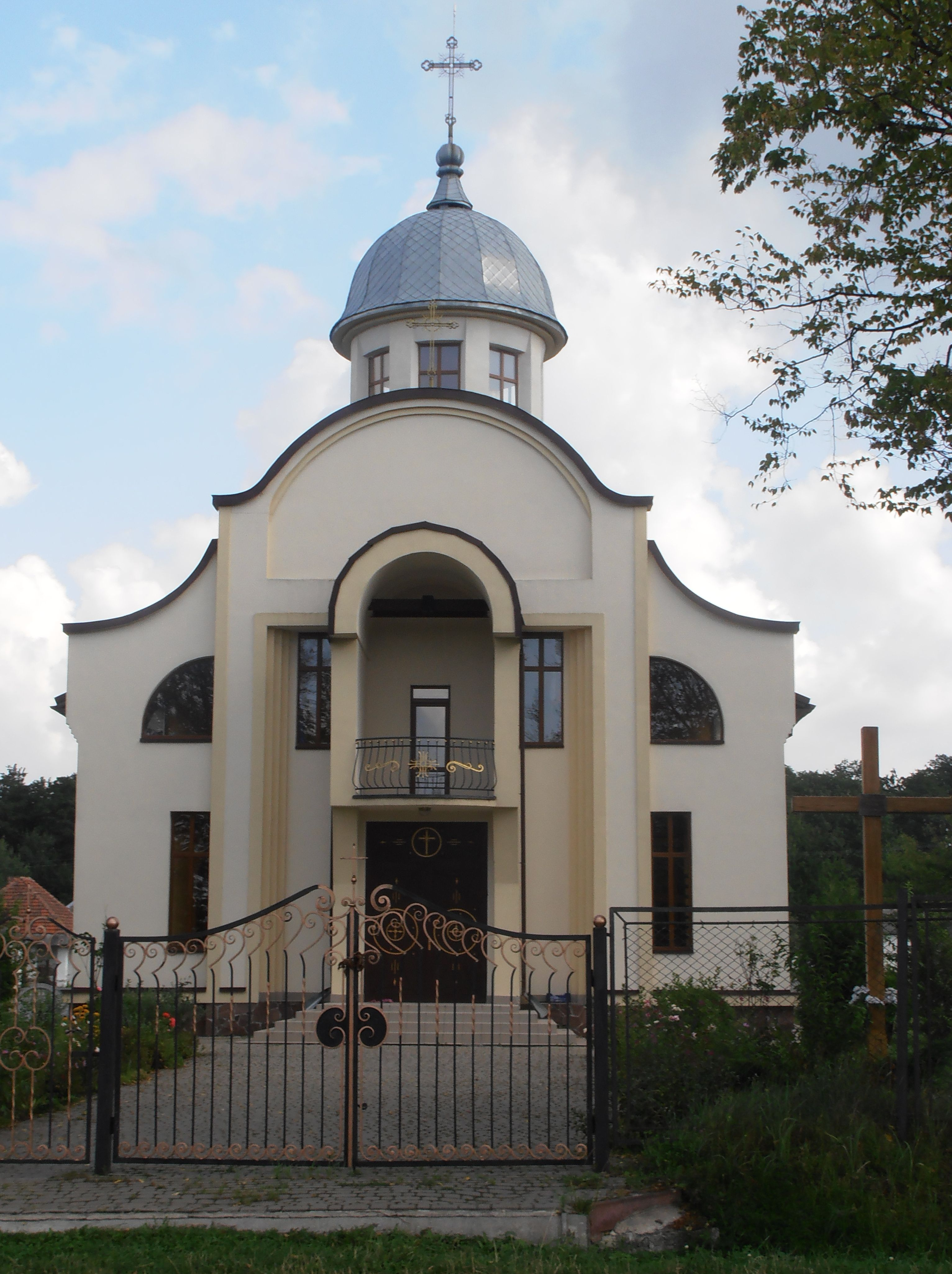
Греко-католицька церква
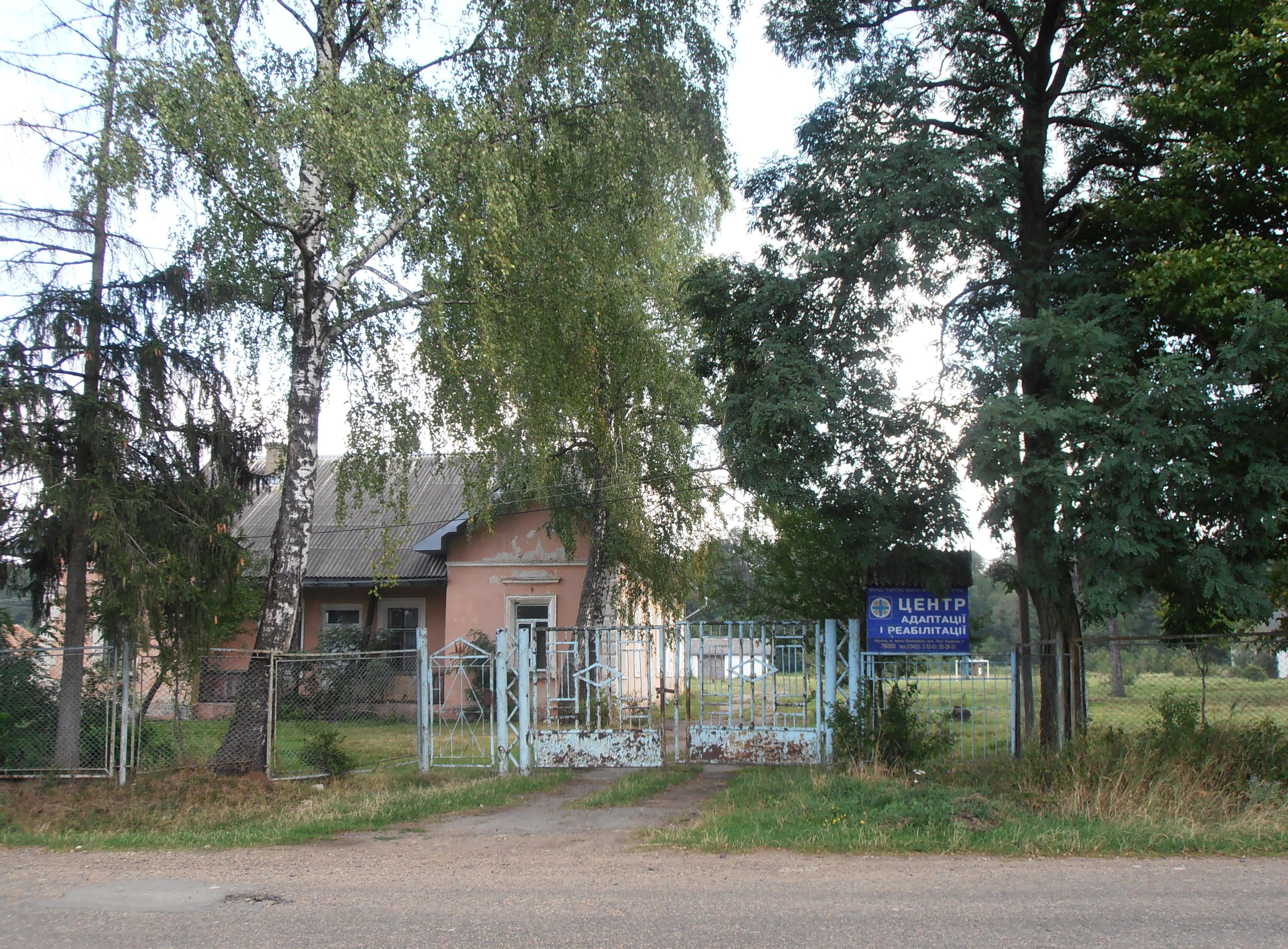
Центр адаптації і реабілітації
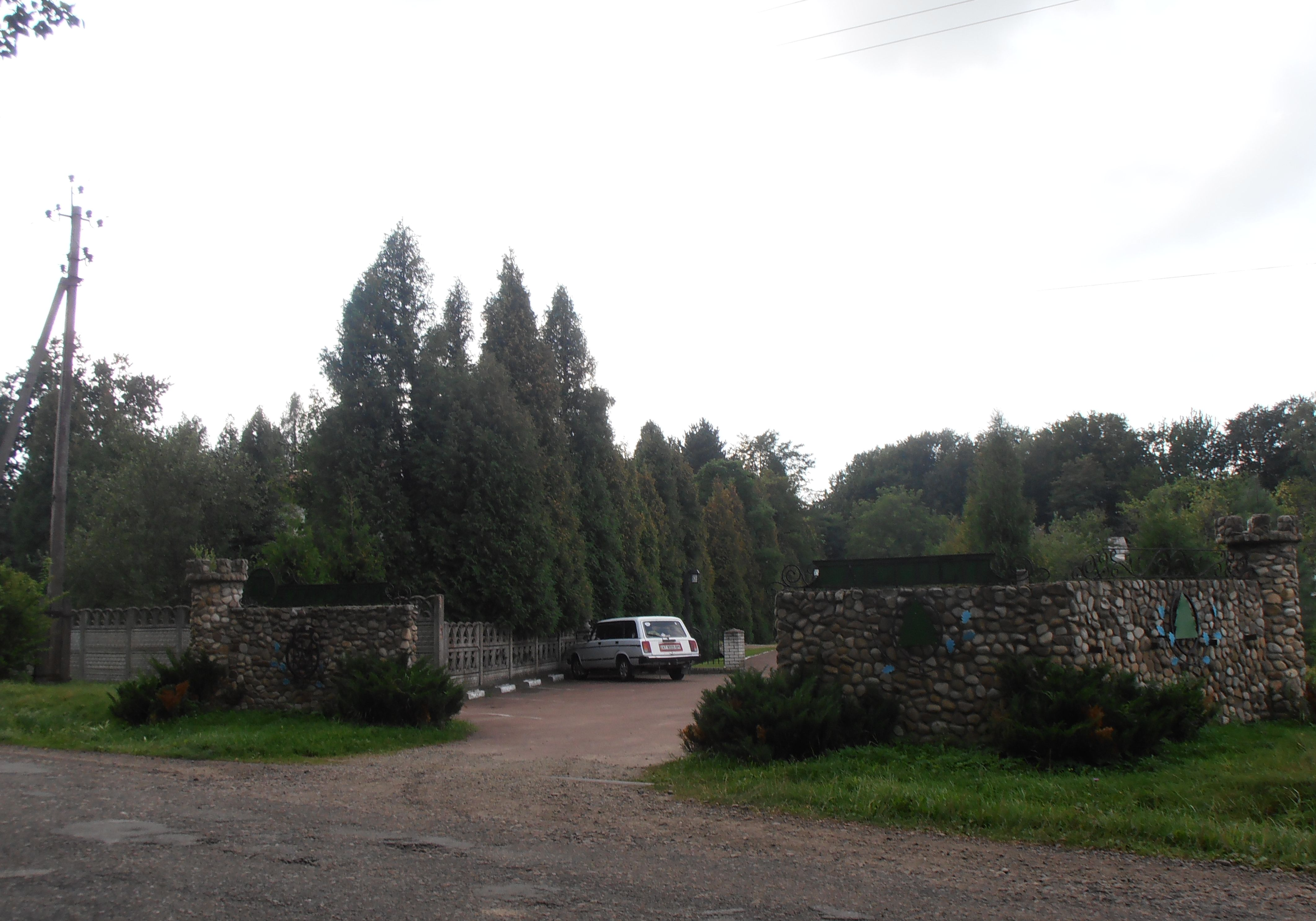
Правління Калуського держлісгоспу
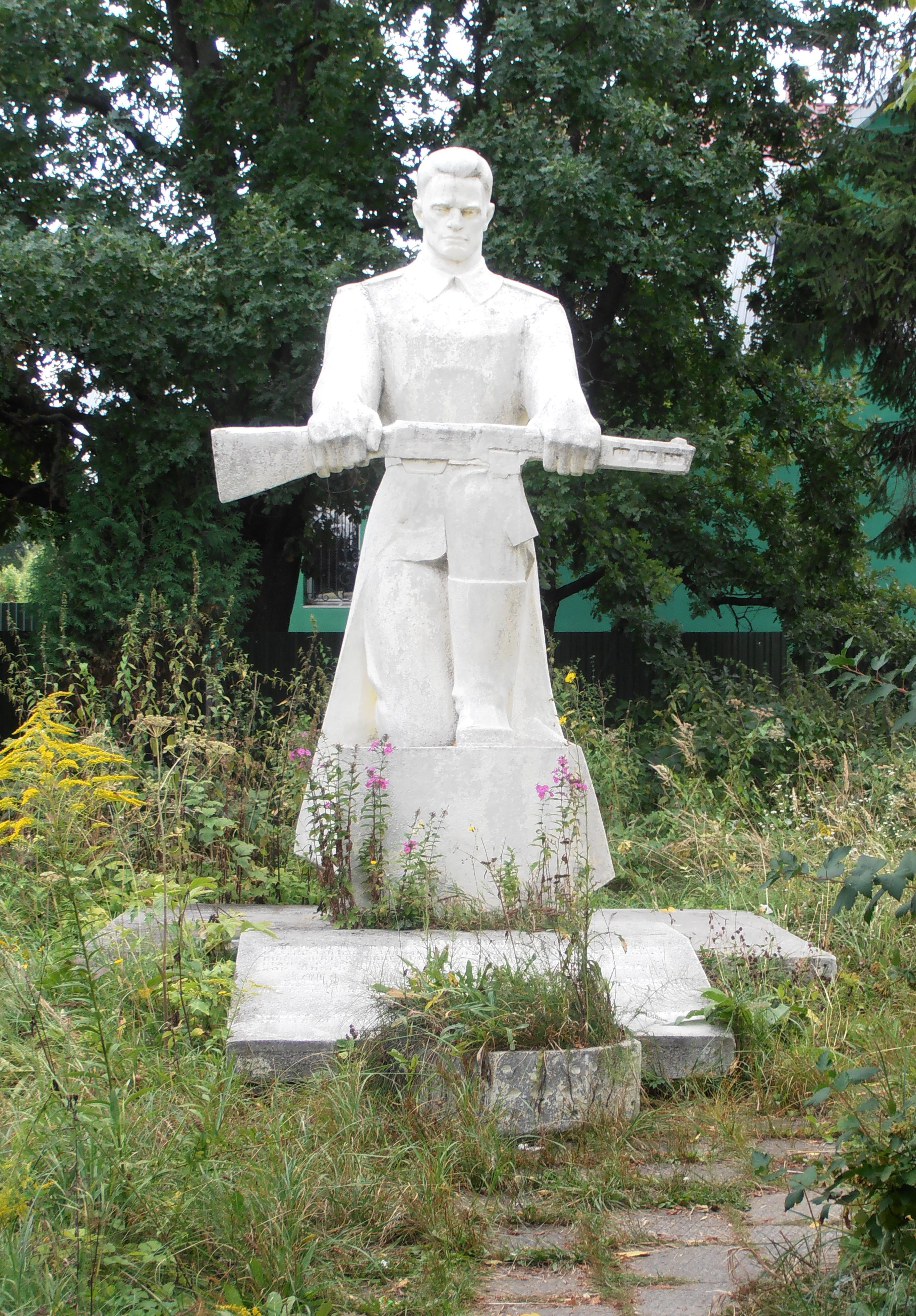
Радянський монумент

## Вулиці
У селі є вулиці:
- Богдана Хмельницького
- Довженка
- Івана Франка
- Каракая
- Лесі Українки
- Лісова
- Мисливська
- Набережна
- Нова
- Польова
- Санаторна
- Січових Стрільців
- Тараса Шевченка
- Чорновола
- Героїв України (колишня 9 Травня)[18]

## Відомі люди
- Бабінчук Ігор Васильович (1992—2023) — сержант збройних сил України, учасник російсько-української війни.
- о. Денис Лукашевич — парох села, довголітній в'язень радянських концтаборів.[19]